# (17775) 1998 FH
1998 أف إتش (ويعرف أيضًا باسم (17775) 1998 أف إتش وفق تسمية الكوكب الصغير) (بالإنجليزية: 1998 FH)‏ هو كويكب ضمن حزام الكويكبات؛ وترتيبه 17775 من حيث الاكتشاف.
اكتُشف هذا الجُرم الفلكي بواسطة Frank B. Zoltowski ‏ في 18 مارس 1998.

## وصلات خارجية
- (17775) 1998 FH في قاعدة بيانات مختبر الدفع النفاث لأجرام النظام الشمسي الصغيرة

- الاكتشاف · مخطط المدار ·  العناصر المدارية · المعلمات المادية

- (17775) 1998 FH على موقع ويكي سكاي: DSS2, SDSS, GALEX, IRAS, Hydrogen α, X-Ray, Astrophoto, Sky Map, Articles and images